# Ambient (podjetje)
Ambient d.o.o. je slovenski projektivno - raziskovalni biro. Leta 1963 ga je najprej pod imenom Studio za stanovanje in opremo ustanovil arhitekt France Ivanšek in ga vodil do svoje upokojitve leta 1979. Vmes se je v procesu takoimenovanega tozdiranja nekajkrat preimenoval in preoblikoval. Leta 1978 se mu je pridružil Biro za obnovo Ljubljanskega gradu, ki je bil ustanovljen avgusta 1969 pri  Zavodu za spomeniško varstvo Ljubljana, pa se je zaradi tozdiranja moral odcepiti od Zavoda, zato se je pridružil biroju Ambient. Biro je od ustanovitve da priključitve Ambientu vodil Edo Ravnikar ml. Od leta 1979 v biroju deluje avtorska skupina arhitektov Edo Ravnikar ml., Majda Kregar in Miha Kerin s sodelavci. Po Ivanškovi upokojitvi je vodstvo podjetja prevzel Miha Kerin, po letu 2017 Ambient vodi Martin Ravnikar

## Raziskovalno in projektno delo
Delovanje Ambienta je obseženo v projektiranju in raziskovanju. Razvijajo nova programska orodja za področje projektiranja in izvedbe. V projektiranju poleg prenove spomeniških objektov, posegajo na področje urbanizma in prometa, projektiranja javnih, poslovnih, turističnih in stanovanjskih objektov, urbanih prostorov, interierov, oblikovanja, postavitev razstav itd. V arhitekturnih zasnovah in tudi v prenovah kulturnih spomenikov njihove izvedbe temeljijo na inovacijah. V svojem delu brezkompromisno izpostavljajo in rešujejo probleme tako v urbanističnem oblikovanju mesta, kot v samem delovanju stroke. 
Pomemben delež delovanje Ambienta je raziskovanje, ki poteka že od leta 1969 in ga vodi Edo Ravnikar ml. Razvijajo nova programska orodja za področje projektiranja in izvedbe. V arhitekturnih zasnovah in tudi v prenovah kulturnih spomenikov njihove izvedbe temeljijo na inovacijah, V različnih obdobljih so pri njihovem delu sodelovali matematiki in računalnikarji npr. Andrej Kmet, Tomaž Pisanski, France Dacar, Jernej Kozak, Aleksander Simonič, Andrej Brodnik, Alen Orbanić, Marko Boben, Borut Lužar, itd. Leta 2008 je Ambient d.o.o. zastopal Slovenijo na 11. arhitekturnem Bienalu v Benetkah, kjer je med drugim predstavil rezultate nekaterih svojih raziskav ter svoj kritični pogled na urejanje infrastrukture v Ljubljani s predlogom rešitve v poglobitvi železniške infrastrukture.
V letih 1964 - 1991 so avtorji Ambienta sodelovali s profesorjem Edvardom Ravnikarjem pri več projektih. Med leti 1962 do 1972 so z Ravnikarjem sodelovali na mnogih zmagovalnih domačih in tujih natečajih.
Ambient - projektivno podjetje d.o.o. je najbolj znano po smeli, dolgoletni in kompleksni prenovi ter revitalizaciji  kompleksa na Grajskem griču v Ljubljani, ki vključuje tudi zasnovo in izvedbo Ljubljanske vzpenjače. Idejni predlog, ki je zmagal na natečaju leta 1969 in je bil vsa leta podlaga prenove, je izdelal Edo Ravnikar ml.
Koncept petinpetdesetletne prenove Ljubljanskega gradu je doživel predvsem v prvih letih skeptičen sprejem pri delu laične, pa tudi strokovne javnosti. Razsežnost, kvaliteta in izvirnost prenove, ki zajema številne objekte, se je pokazala šele v kasnejših letih. V praksi se uspešna revitalizacija vidi v povečanem obisku grajskega griča in dejstvu, da je postal Ljubljanski grad ena vodilnih kulturnih točk in turističnih destinacij Slovenije. Avtorji so za svoje delo na prenovi gradu prejemali številne domače in tuje nagrade in priznanja.

## Pomembenjši Natečaji
Skupina Ambient je na natečajih dobila številne prve in druge ali posebne nagrade: 
- 1969: Prenova ljubljanskega gradu (1. nagrada, izvedba)
- 1970: Regionalni plan razvoja mesta Split (posebna nagrada)
- 1970: Regulacijski načrt turističnega centra Bovec (3. nagrada)
- 1970: Hotel "LEV", Bohinj (1. nagrada, izvedbeni projekt)[13]
- 1972: Regulacija mestnega centra Karlsruhe, ZRN (posebna nagrada)
- 1975: Avtobusni kolodvor Zagreb (1. nagrada, izvedba)
- 1978: Hotel "Štern", Ljublana (1. nagrada)
- 1979: Ljubljanska prometna glava železniška in avtobusna postaja (2. Nagrada)
- 1983: Prenova kompleksa hotela Palace, Portorož (2. nagrada)
- 1988: Ureditveni načrt za CR/9 Grajski grič v Ljubljani (izbran za izvedbo)
- 1989: Razširitev zdravilišča s termalno vodo, novi bazeni - Radenci (1. nagrada, izvedba)
- 1992: Topniška vojašnica v Ljubljani in urbanistični natečaj za širše območje Bežigrada (2. nagrada)
- 1992: Topniška vojašnica v Ljubljani natečaj za stanovanjske objekte (1. nagrada, izvedba)
- 1994: Topniška vojašnica v Ljubljani natečaj za poslovna objekta A1 in A2 (1. nagrada, izvedba)
- 1999: Stanovanjski stolpiči Izola - Livade (vabljeni natečaj, izvedba)
- 2001: Poslovna stavba Zavoda za varstvo pri delu (vabljeni natečaj, izvedba)
- 2002: Prometni center Ljubljana - poglobitev železnice (posebni odkup)

### Pomembnejši projekti
- Revitalizacija Ljubljanskega gradu (prva nagrada na javnem natečaju 1969) 25 različnih programskih sklopov v posameznih objektih gradu; leta projektov in izvedbe 1970 - 2025.
  - Seznam izvedenih prenov objektov na Ljubljanskem gradu
    - Statična sanacija zgodovinske lupine 1970-1990
    - Celovita prenova streh  1975 -1982
    - Vkopan servisni blok in grajsko dvorišče 1980 -1997
    - Razgledni stolp 1983
    - Skalna dvorana 1984
    - Peterokotni stolp1986
    - Stanovska dvorana 1997
    - Spodnji lapidarij 1982-2000
    - Grajska kapela in virtualni muzej 2000
    - Dvorana Palacij 2002
    - Ljubljanska vzpenjača 2005
    - Muzej slovenske zgodovine  2008
    - Obhodna grajska pot - Plečnikova pot 2008
    - Friderikov stolp 2009
    - Erazmov stolp s plemiško ječo 2009
    - Zgornji lapidarij in Malo gledališče 2009
    - Poročne dvorane 2010
    - Grajska gostilna  2010
    - Stolp strelcev –restavracija Strelec  2011
    - Kaznilnica 2012
    - Muzej lutk 2013
    - Galerija »S« 2014
    - Hribarjeva dvorana 2017
    - Grajska vinoteka  2019
    - Kazemate 2024
- Hotel Maestral, Pržno, Črna Gora (še kot Studio za stanovanje in opremo): / s prof. Edvardom Ravnikarjem; izvedba 1964 - 1970,
- Trgovska hiša Globus, Kranj;  / s prof. Edvardom Ravnikarjem; izvedba  (1968 - 1970),
- Hotel Creina, Kranj / s prof. Edvardom Ravnikarjem; izvedba (1969 -1971)
- Hotel Lev v Bohinju (prva nagrada na natečaju); izvedbeni projekt leta  1971
- Hotel Babylon, Bagdad / s prof. Edvardom Ravnikarjem; izvedba  1977
- Interier dela Cankarjevega doma / s prof. Edvardom Ravnikarjem; izvedba  1980-82
- Hotel Novi Miločer, Črna gora/ s prof. Edvardom Ravnikarjem; izvedbeni projekt 1980 - 83
- Prenova hiš naselja Sv. Stefan, Črna gora, 1980
- Hotel Mogren, Budva, 1982
- Villa Romana, Poreč, 1986
- Interieri Slovenijašport trgovine in poslovni prostori podstrešja; izvedba 1985- 89
- Avtobusni kolodvor Zagreb (prva nagrada na natečaju); leto izvedbe:  1986 - 88
- Hotel Bellevue Ljubljana, prenova in aneks. Variantni projekti , 1985 - 90
- Študija garaže v grajskem hribu z revitalizacijo Stare Ljubljane 1992
- Murgle Ljubljana, zazidalni načrt I.V faze in dopolnitev PUP, 1993
- Termalni bazeni Radenci; leto izvedbe   1996
- Soseska Bežigrajski dvor (prva nagrada na natečaju) Poslovna stavba (Plečnikova nagrada 1997); leta projekta in izvedbe 1992 – 95
- Stanovanjski objekti soseska Bežigrajski dvor; leto izvedbe  1994 - 96
- Stanovanjski blok Izola - Livade; leto izvedbe   2000
- Študije za novi urbanistični plan mesta Ljubljane, predlog prometne ureditve ; leto izdelave 2001
- Poslovna stavba Zavoda za varstvo pri delu, Ljubljana; leto izvedbe  2003
- Spominska plošča žrtvam fašizma na Rabu; leto izvedbe 2003
- Tirna vzpenjača na Ljubljanski grad; leto izvedbe   2005
- Prenova objekta Globus v Kranju; leto izvedbe  2010
- Prenova stolpnice Medical center v Rogaški Slatini; izvedeno  2013 -samo pivnica in hall
- Poslovna hiša Na Stolbi; leto Izvedbe 2017
- Stanovanjski blok Hradeckega v Ljubljani; leto izvedbe 2019
- Izola – urbanistična študija; leto projekta  2020
- Enodružinska hiša Portorož, 2020
- Arboretum Volčji potok – razgledni stolp; leto izvedbe 2022
- Kranj - Prenova Slovenskega trga pred občinsko palačo; leto projekta 2023
- Enodružinska hiša Portorož MP, 2024
- Dve hiši Dol pri Ljubljani, 2024
- Ljubljanski grad prenova – Kazemate; leto izvedbe 2024
- Strunjan- Urbanistični načrt parkirišča – parka; leto načrta  2025

## Priznanja
Avtorji so kot skupina prejeli številna priznanja: 
- Plečnikovo medaljo
  - za posamezne objekte revitalizacije Ljubljanskega gradu v letih 1983, 2004 in 2005, 2018
  - ter v letu 2005 za vzpenjačo na Ljubljanski grad.

- Plečnikovo nagrado
  - Leta 1997 za poslovni objekt Bežigrajski dvor,

- Brumnova nagrada[14]
  - leta 2003 za spominsko ploščo v taborišču Kampor na otoku Rabu,

- Nagrade Zbornice za arhitekturo in prostor Slovenije (ZAPS)[15], 
  - Zlati svinčnik ZAPS
    - 2004 za Palacij na gradu[16]
    - 2005 za spominsko ploščo v taborišču Kampor na otoku Rabu,
    - 2007 za vzpenjačo na Ljubljanski grad,

  - Platinasti svinčnik ZAPS, 
    - 2010 za življenjski opus[17]

  - Patinasti svinčnik ZAPS
    - 2024 za vzpenjačo na Ljubljanski grad.
- BEDA [18] - European Excellence Award
- BIO - Bienale industrijskega oblikovanja
  - Zlata medalja BIO 19[19]
    - 2004 za spominsko ploščo v taborišču Kampor na otoku Rabu,

  - Zlata medalja BIO 21[20]
    - 2008 za vzpenjačo,

- Srednjeevropska Plečnikova nagrada (Praga)[21]
  - 2022 za prenovo Ljubljanskega gradu,

- Nagrada Mesta Ljubljane[22]
  - 2023 za prispevek mestu Ljubljani,

- Share Architects Omnia Awards[23]
  - za opus